# Weinan
Weinan is een stadsprefectuur in het oosten van de noordelijke provincie Shaanxi, Volksrepubliek China.

## Geboren
- Xi Zhongxun (Fuping, 1913-2002), politicus